# Снежная (Винницкая область)
Снежна́я (укр. Сніжна́) — село на Украине, находится в Погребищенском районе Винницкой области.
Код КОАТУУ — 0523486201. Население по переписи 2001 года составляет 593 человека. Почтовый индекс — 22222. Телефонный код — 4346.
Занимает площадь 0,269 км².

## Адрес местного совета
22222, Винницкая область, Погребищенский р-н, с. Снежная, ул. Шаляпина, 49

## История
В XIX веке село Снежная было в составе Топоровской волости Сквирского уезда Киевской губернии. В селе была Рождество-Богородицкая церковь.

## Известные люди
- Бурлачук, Фока Фёдорович (1914—1997) — украинский и советский писатель.
- Миньковский, Александр Захарьевич (1900—1979), хоровой дирижёр, народный артист СССР (1960).